# Maison Crnojević
 (juillet 2024).
Si vous disposez d'ouvrages ou d'articles de référence ou si vous connaissez des sites web de qualité traitant du thème abordé ici, merci de compléter l'article en donnant les références utiles à sa vérifiabilité et en les liant à la section « Notes et références ».
La maison Crnojević est une dynastie ayant régné au XVe siècle sur la principauté médiévale de Zeta, qui deviendra plus tard le Monténégro. Elle lutta d'abord avec la maison Balšić pour le contrôle de Zeta et finit par lui succéder en fin de XIVe siècle. Dès le début de leur lutte pour le pouvoir, les Crnojević eurent un rôle crucial dans l'expansion de leur territoire. Tous les membres de la maison Crnojević se sont considérés comme Seigneurs de Zeta.

## Histoire

### Origines
Les origines de la dynastie remontent à la maison Đuraš, fondée par Đuraš Vrančić, issu d'une famille noble de Zeta. Bien qu'il fût une personnalité importante du royaume de Serbie, ce fut son petit-fils, Đuraš Ilijić, qui devint conseiller et général du roi serbe Stefan Uroš III Dečanski, en 1326. Cinq ans plus tard, Đuraš aida le prince Dušan Nemanjić à détrôner le roi, puis à devenir Empereur.
En 1355, la sœur de Dušan Nemanjić, Jelena Nemanjić Šubić, fut assiégée par les hongrois à Skradin, ville croate lui appartenant. Dušan impliqua Đuraš dans l'affaire et lui demanda de mettre un terme au siège. Đuraš leva une armée et enrôla ses frères, fils et neveux. Il parvint à libérer la ville en janvier 1356. L'empereur Dušan lui ordonna de la livrer aux Vénitiens. Đuraš fut tué par Balša Ier, son rival, en 1362. Il fut inhumé en l'église Saint-Michel, à Prevlaka.
Par la suite, la maison Đuraš fut sévèrement réprimée par la maison Balšić. Leur territoire se limitait aux environs de Budva et aux bouches de Kotor. Il tentèrent d'abord de coopérer avec les Balšić mais entretinrent finalement avec eux des relations plus véhémentes.

### Maison Crnoje
À la fin du XIVe siècle, la maison Đuraš devint maison Crnoje sous l'impulsion de Radič, successeur de Crnoje. Radič s'imposa, avec ses frères Stefab et Dobrivoje, comme maître de Budva. Il maintint des relations étroites avec la république de Dubrovnik, où il était citoyen d'honneur. Dans le même temps, les relations avec la ville de Kotor étaient pour le moins détériorées. Radič y mena de fréquentes attaques et étendit son territoire aux clans Grbalj et Paštrovići. Lors de l’effritement de l'Empire serbe, la maison Crnoje devint virtuellement indépendante en haute Zeta. Radič mourut lors d'un combat l'opposant à la maison Balšić, en 1396.
Après la mort de Radič, les Crnojević, dirigés par les frères Dobrijov et Stefan, connurent un réel déclin. Beaucoup de territoires furent perdus au profit de la maison Đurašević, dirigigée par les frères Đurađ et Aleksa, les deux fils tardifs de Radič. Les premières sources mentionnant leur existence remonte à 1403. Il semble qu'ils aient activement soutenu la campagne de Đurađ contre la maison Crnojević durant la fin des années 1390. Ils ont également joué un rôle dans le bannissement de Sandalj Hranić de Zeta, à la suite d'une campagne menée par Đurađ. En récompense, ce dernier leur fit présent de la cité de Budva et de Metohija. Les Đurašević tirèrent profit de cette période d'alliance avec la maison Balšić pour s'approprier la plupart des territoires de la maison Crnojević dans l'arrière pays de Kotor. Đuraš et Aleksa s'allièrent avec les vénitiens et, en tant que leurs vassaux, régnèrent sur la Zeta entre 1403 et 1435.
Entre 1451 et 1465, Stefan Ier entama sa Stefanica : une politique conquérante visant à asseoir la domination de la maison Crnojević en Zeta. Il fit usage du trouble régnant dans la région pour en devenir le maître par défaut. Il assura à sa famille un rôle majeur et épousa Maria, la sœur de Skenderbeg. À la suite de la prise de possession du sud de la Serbie par les Turcs en 1455, Stefan reconnut la loi vénitienne en échange d'une gestion autonome des affaires intérieures et de la métropole orthodoxe. Son fils, Ivan, surnommé Ivan-beg, entama son règne par une guerre contre les vénitiens mais s'en repentit plus tard face à la menace turque. Il devint un vassal de ces derniers, alors qu'il l'était déjà des vénitiens… les Turcs le poussèrent à fuir vers l'Italie en 1479. Il ne tenta un retour qu'en 1481. Il déplaça le siège du pouvoir de Prevlaka à Cetinje en 1485. La ville devint bientôt sa capitale.
Entre 1490 et 1496, Đurađ, le fils d'Ivan, demeura fidèle aux politiques menées par son père, bien qu'il prit pour épouse une jeune fille issue de la noblesse vénitienne. Il fonda l'imprimerie du monastère de Cetinje où les premiers livres en langue monténégrine furent édités en 1494. Quand les Turcs découvrirent qu'il fomentait une guerre à leur encontre de concert avec le roi de France, il dut fuir le Monténégro, qui tomba sous domination direct des ottomans. Néanmoins, l'Histoire lui attribua une réputation d'homme érudit.
Son frère Stefan II lui succéda entre 1496 et 1498 et administra le Monténégro pour les Turcs. Le troisième fils d'Ivan, Staniša, dirigea le pays entre 1515 et 1530, toujours sous domination du sultan.
Les descendants de Đurađ vécurent en Hongrie et à Venise jusque dans le milieu du XVIIe siècle, où la lignée s'éteignit.

## Personnalités

### Maison Đuraš
- Đuraš Vrančić
- Đuraš Ilijić (1326-1362)

### Maison Crnoje
- Radič (fin XIVe siècle-1396)
- Đurađ (en) et Aleksa (1403-1435)
- Kojčin (?-1451)
- Stefan Ier (1451-1465)
- Ivan Ier (1465-1490)
- Đurađ IV (1490-1496)
- Stefan II (1496-1498)
- Ivan II (1498-1515)
- Đurađ V (1515-1516)